# Henry Knute Svenson
Henry Knute Svenson, auch Henry Knut Svenson (* 1897, Schweden; † 4. März 1986 in Hyannis) war ein US-amerikanischer Botaniker schwedischer Abstammung.  Sein offizielles botanisches Autorenkürzel lautet „Svenson“.

## Leben und Wirken
Svenson war ab 1920 Assistent am Arnold-Arboretum der Harvard University in Boston. Von 1922 bis 1925 war er als Lehrkraft für Biology am Union College beschäftigt, von 1925 bis 1927 als Assistenz-Professor für Biologie. Seinen Doktortitel erhielt er 1928 von der Harvard University. Von 1928 bis 1929 war er als Assistent am Gray Herbarium tätig, bevor er 1930 zum Brooklyn Botanic Garden wechselte, wo er zunächst als Assistent des Kurators, ab 1936 bis 1946 als Kurator tätig war. Von 1946 bis 1952 war er Kurator und Vorsitzender der Abteilung Forstwesen und Allgemeine Botanik des American Museum of Natural History. Als Botaniker der United States Geological Survey war er von 1954 bis 1966 tätig.
Während seiner Tätigkeit als Botaniker nahm er unter anderem an einer Expedition auf die Galapagos-Inseln (1930) teil und war Mitautor eines Leitfadens zur Flora von Cape Cod (1979).

## Taxonomische Ehrung
1936 wurde die Pflanzengattung Svensonia Moldenke aus der Familie der Eisenkrautgewächse (Verbenaceae) zu seinen Ehren benannt. Heute zählt der Name als Synonym zur Gattung Chascanum.